# Joan Miró
Joan Miró (n. 20 aprilie 1893, Barcelona, Catalonia, Spania – d. 25 decembrie 1983, Palma, Insulele Baleare⁠(d), Spania) a fost un pictor și sculptor spaniol catalan, influențat de suprarealism, fără să fi aderat vreodată la această grupare.
Teoriile suprarealiste îi întăresc convingerea în necesitatea libertății artistice întrucât va rămâne un creator multidimensional și multilateral, pictează, dar și sculptează și stăpânește în aceeași măsură tehnica ceramicei. Forme frumoase și stranii, păsări și stele îl vor însoți în fiecare zi a vieții sale, închinate artei și libertății creatoare.

## Date biografice
Joan Miró vine pe lume la 20 aprilie 1893 la Barcelona, tatăl lui este bijutier, iar bunicul din partea mamei este fabricant de mobilă.
Micului Joan nu-i place școala, singurul lucru care îl interesează cu adevărat este desenul, desenează neobosit și cu multă precizie. Umple caiete întregi cu schițe după peisaje din Mallorca, desenează pești, umbrele, flori, broaște țestoase, câini și fluturi, dar nu desenează însă niciodată chipuri omenești. În anul 1912 se înscrie la atelierul lui Francisco Gali, un pedagog excentric, care îl îndeamnă să picteze cu ochii acoperiți, pentru a-și forma memoria vizuală și abilitatea de a recunoaște obiectele numai după pipăit. Prima expoziție organizată în 1918 se dovedește un mare eșec. În consecință tânărul artist își schimbă stilul, din acest moment pictura lui va evolua în direcția suprarealismului.

## Carieră

### Anii interbelici
În anul 1919, Miró pleacă la Paris, unde îl cunoaște pe Picasso, catalan ca și el. În capitala Franței, în cartierul Montparnasse, pe strada Blomet, Miró este vecin cu pictorul André Masson, atelierele lor comunică. Face cunoștința lui Tristan Tzara, Max Jacob și Ernest Hemingway. André Breton este fascinat de lucrările lui, pe care le consideră o dovadă evidentă că pictura suprarealistă este posibilă.
În noiembrie 1925, Miró participă la expoziția pictorilor suprarealiști, ia parte la întâlnirile lor de lucru, deși niciodată nu va adera la această grupare în mod oficial. În anul 1927, pictorul părăsește cartierul Montparnasse și se stabilește pe dealul Montmartre, în apropierea străzii Fontaine. Doi ani mai târziu (1929), se căsătorește în Palma de Mallorca cu Pilar Juncosa.

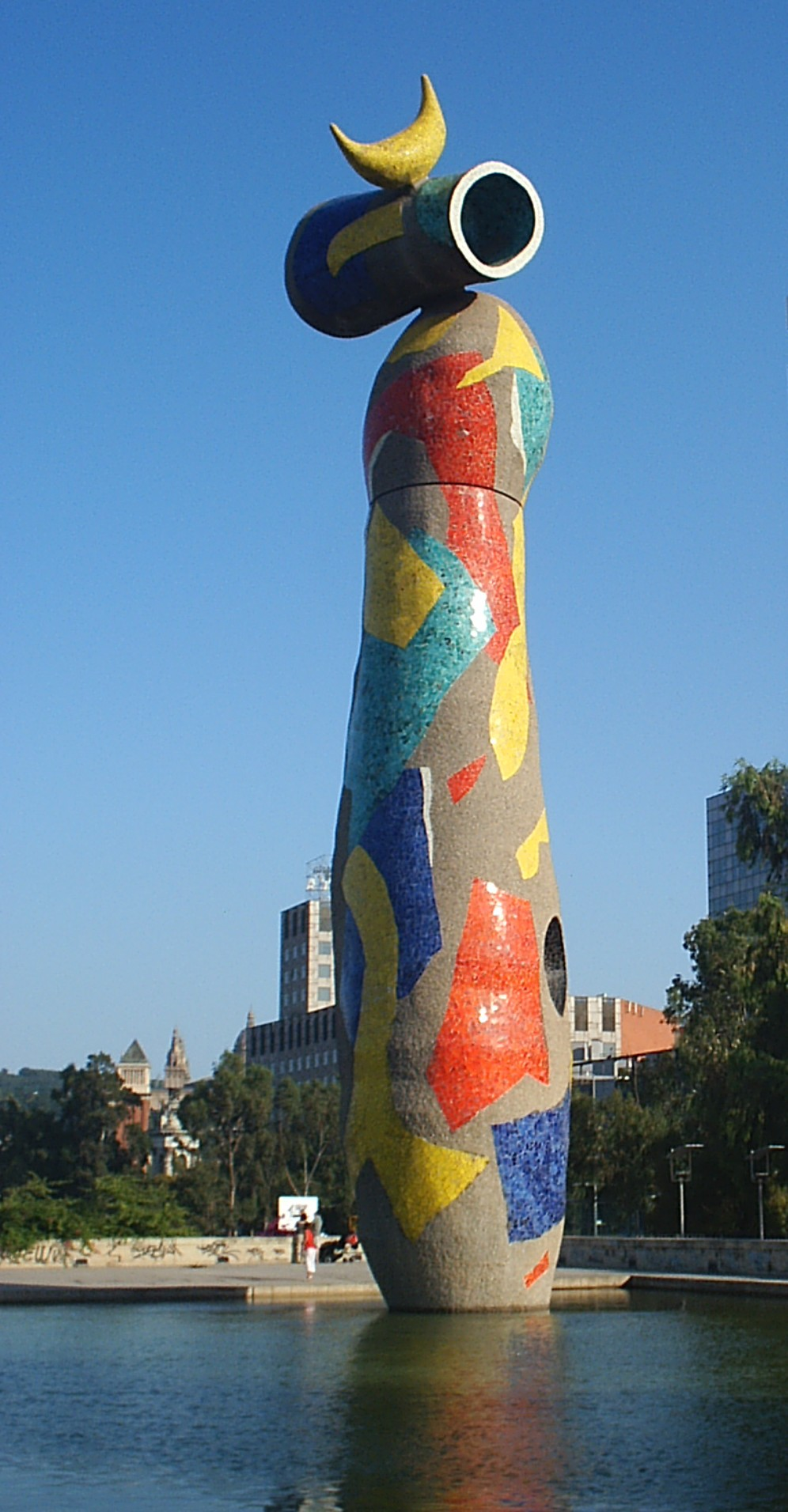
Joan Miró - Dona i Ocell, 1982

Pe durata războiului civil spaniol (1936 - 1939), pictorul nu va călători deloc în Spania, se stabilește la Varengeville, în Normandia. Aici rămâne pe toată durata celui de-al doilea război mondial.

### După 1945
Își creează propriul univers, propriul său „spațiu interior,” reflectat într-o serie de tablouri intitulate Constelații. În anul 1947, participă la Expoziția Internațională de Suprarealism de la Paris și face prima călătorie la New York, unde pictura sa era deja cunoscută și prețuită în urma unei expoziții din 1930.
În 1948, Galeria Maeght îi organizează o mare expoziție la Paris, iar în 1954 este oaspete de onoare al Bienalei de la Veneția, unde primește premiul internațional în domeniul graficii. Pe la jumătatea anilor cincizeci renunță la pictură pentru ceramică. Lucrează acum într-un atelier uriaș, special construit în acest scop, în Palma de Mallorca pe insula Mallorca. Aici lucrează și sculptură, gravură și tapițerie. Lucrează împreună cu Llorens Artigas la doi pereți cu ceramică, Luna și Soarele, pentru sediul UNESCO din Paris, lucrări care, în 1956, îi vor aduce premiul Fundației Guggenheim.

### Japonia
Când îi sunt prezentate operele la Tokyo și Kyoto, se hotărăște să plece în Japonia. Această călătorie confirmă pasiunea artistului pentru arta și cultura din Orientul Îndepărtat. Pictorul împlinește în 1970 vârsta de 77 de ani și este în plină putere creatoare. Realizează - tot împreună cu Artigas - un mare perete de ceramică pentru aeroportul din Barcelona. Condamnă vehement speculațiile care se fac pentru a-i transforma operele în investiții financiare. Independentul de totdeauna declară în repetate rânduri, spre sfârșitul vieții sale, că „devine tot mai mult un suprarealist”.
Moare la Palma de Mallorca pe 25 decembrie 1983, în ziua de Crăciun, în vârstă de 90 de ani.

## Citat
| “ | Sunt adversarul oricărei pregătiri intelectuale a proiectării moarte a tabloului. Artistul lucrează ca un poet: cuvântul are întâietate, ideea îi urmează. (Joan Miró) | ” |

## Galerie

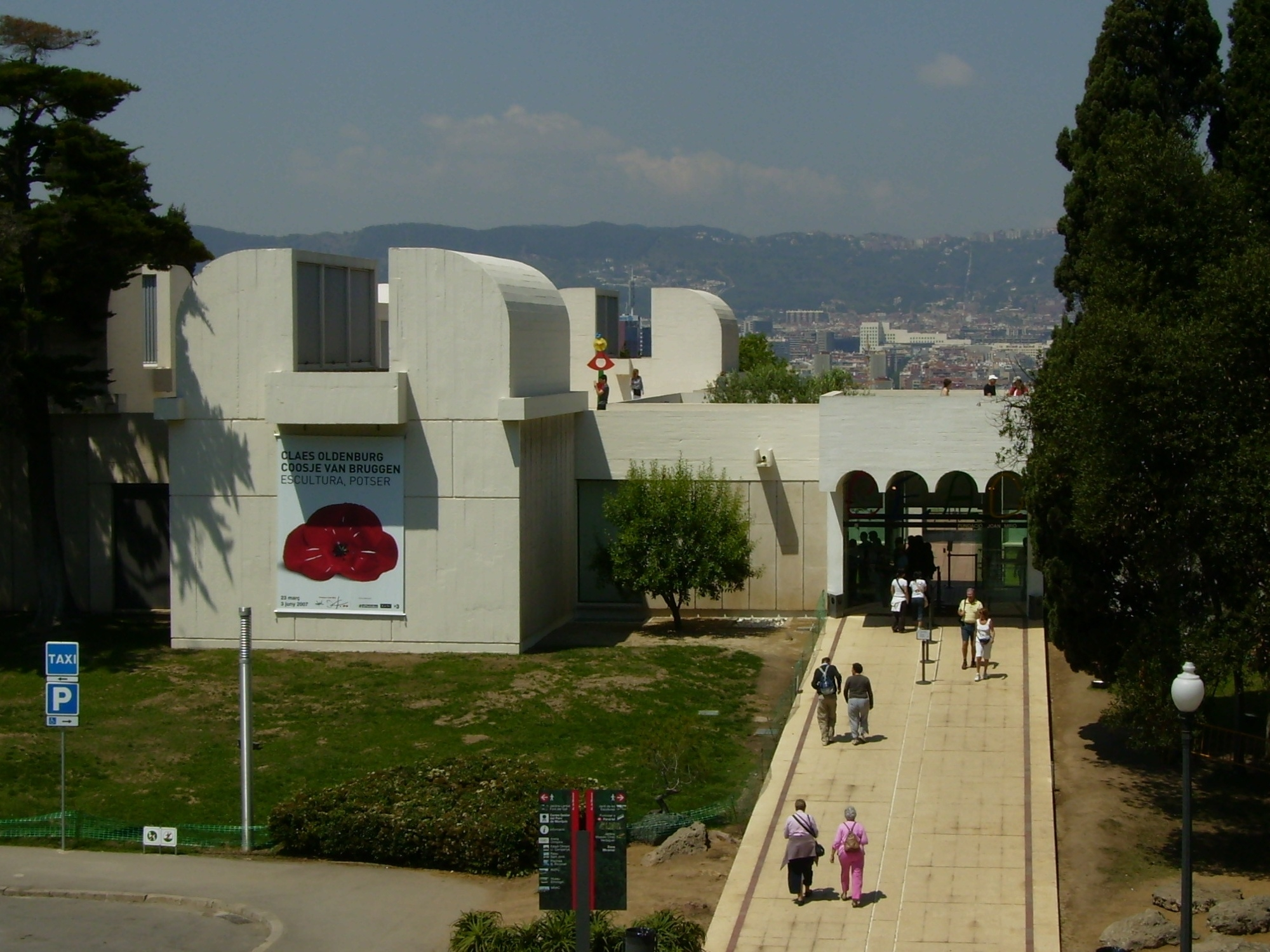
Joan Miró - Albastru I, II și III, 1961
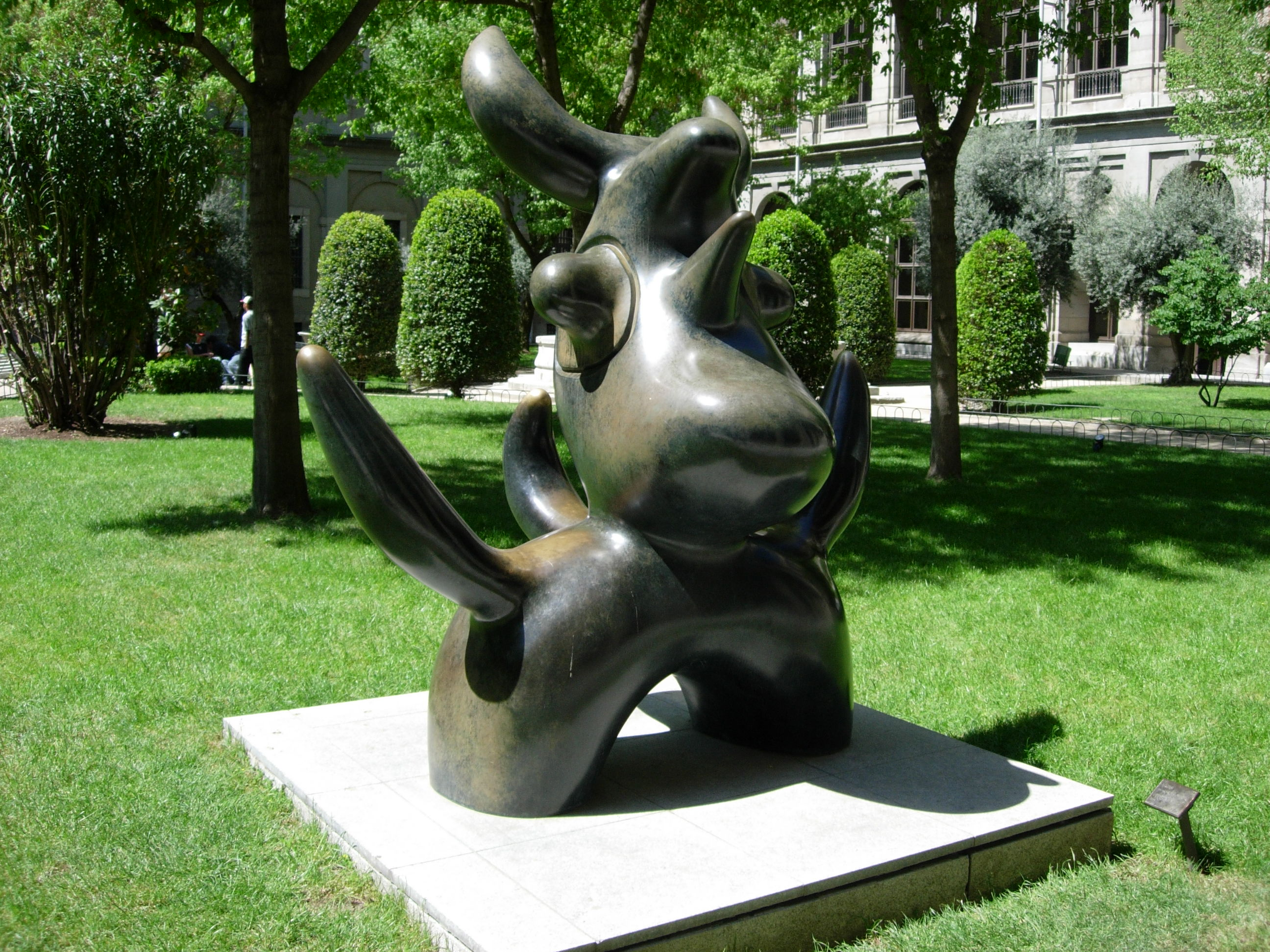
Joan Miró - Pájaro lunar, 1966
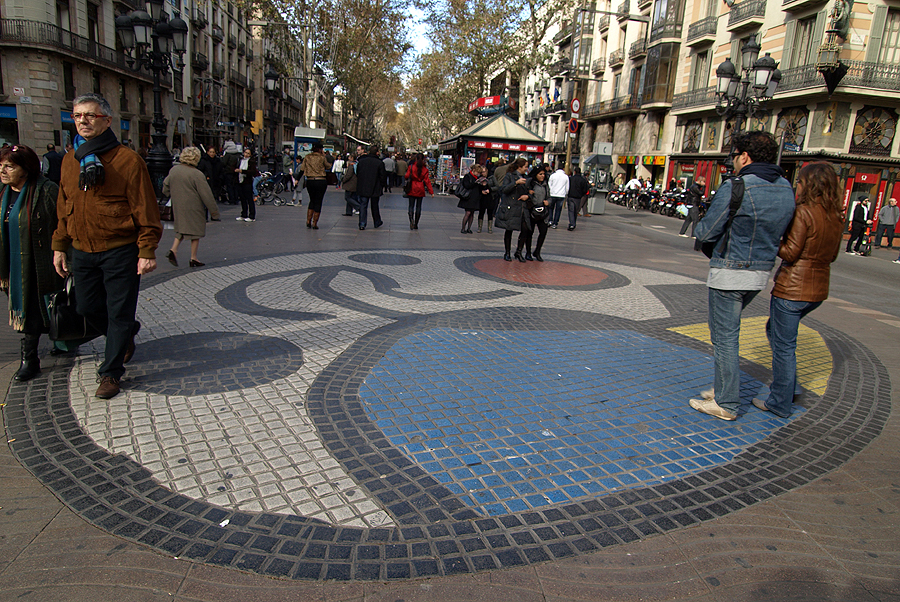
Mozaic creat de Joan Miró pe strada La Rambla din Barcelona